# Outside Today
Outside Today è un singolo del rapper statunitense YoungBoy Never Broke Again pubblicato il 10 gennaio 2018.

## Descrizione
Il videoclip ufficiale è stato pubblicato sul canale ufficiale del rapper.

## Tracce
1. Outside Today – 2:28